# Tecnologia meccanica
La tecnologia meccanica è la parte della ingegneria meccanica che si occupa della realizzazione di un pezzo, partendo dalla materia prima o da un semilavorato, tramite i vari processi sino a giungere ad una forma ben definita, determinata dalle funzionalità a cui dovrà far fronte l'oggetto in questione.
Comprende una serie razionale di operazioni, denominate fasi del ciclo di lavorazione, che utilizzando le proprietà delle materie prime, portano per successive approssimazioni un determinato oggetto metallico alla forma geometrica, alle dimensioni e alle proprietà richieste. La tecnologia meccanica comprende pertanto, una serie di trasformazione dei materiali metallici.
In meccanica i materiali più comunemente usati sono le leghe metalliche:
- siderurgia: si occupa della produzione di acciaio e ghisa

I componenti meccanici dovranno avere le più svariate geometrie, che gli verranno impresse tramite diversi processi di lavorazione:
- fusione
- deformazioni plastiche
- lavorazioni per asportazione di truciolo alle macchine utensili
- sinterizzazione
- azione elettrolitica
- azione chimica
- bombardamento elettronico
- elettroerosione
- getto di plasma
- ultrasuoni
- collegamenti e saldature

## Scelta dei procedimenti tecnologici
La scelta di un procedimento tecnologico piuttosto di un altro procedimento dipende da svariati fattori, come, per esempio:
- natura del materiale metallico;
- fattore economico;
- precisione del pezzo finito che si vuole ottenere;
- numero di pezzi che si devono produrre;
- tempo e macchine disponibili.

La necessità di far progredire la tecnica, obbliga l'uomo, a studiare incessantemente nuovi procedimenti basati essenzialmente sui seguenti principi:
- aumento della velocità di produzione per pezzo;
- introduzione di nuovi materiali;
- riduzione dei tempi morti;
- introduzione di nuovi metodi di controllo;
- ricerche fisiologiche e psicologiche sugli operatori.

La scelta di un procedimento tecnologico dev'essere esaurientemente giustificata, dato che oggigiorno si può spesso ottenere lo stesso prodotto in modi differenti.